# U-MHIプラテック
U-MHIプラテック株式会社（英称:U-MHI PLATECH CO., LTD.）は、かつて存在した宇部興産（現・UBE）グループの射出成形機メーカー。愛知県名古屋市に本社を置いていた。
2020年8月に宇部興産機械（現・UBEマシナリー）へ吸収合併され解散した。

## 概要
射出成形機の総合専門メーカーとして、2005年4月に三菱重工業株式会社より分社、独立。
事業内容は
- 射出成形機、付帯機器、金型並びに部品の設計・製造・販売・サービス。
- 上記製品のエンジニアリング・改造・修理・技術指導並びにコンサルティング。
- パイプレンチの製造・販売。

型盤回転方式では世界で初めての電動タイプで、最大型締力が3,000トンの超大型電動二材回転射出成形機3000emRを開発した。

## 沿革
- 1961年（昭和36年）- 三菱重工業が米国ナトコ社と技術提携し、同社名古屋機器製作所で射出成形機の生産を開始。
- 1967年（昭和42年）- 大型機の生産を神戸造船所に移管（800トン以上）。
- 1968年（昭和43年）- 欧州進出のため、西ドイツにビュアー機械有限会社（Buir Masehinenbau GmbH）を設立。
- 1971年（昭和46年）- IC制御装置搭載のMV型シリーズを発表
- 1975年（昭和50年）- 大型機の生産を神戸造船所から名古屋機器製作所に移管（800トン以上）。
- 1976年（昭和51年）- ナトコ社との技術提携を終結、独自開発の道を進む。MD型シリーズを発表。
- 1980年（昭和55年）- マイコン制御装置搭載のMF型市場投入。
- 1984年（昭和59年）- 小型機需要の増加に対応し、MS型を発表。
- 1986年（昭和61年）- ノントラブル、据ボンマシンMG型を市場投入。
- 1987年（昭和62年）- 関西STCを大阪府吹田市に開設。超大型機の生産を神戸造船所に委託。
- 1989年（平成元年）- 米国市場進出のためMMS社を設立。MM型を市場投入。
- 1990年（平成2年）- MSS型を市場投入。
- 1991年（平成3年）- 大型生産設備を導入し、超大型機の委託生産を解消。
- 1993年（平成5年）- MMII型を市場投入。
- 1995年（平成7年）- MMIII型を市場投入。
- 1996年（平成8年）- 米国MMS社をMIMM社に社名変更。
- 1997年（平成9年）- 三菱重工業の地域総合販社6社を発足させ、三菱重工射出成形機販売を分割・統合。
- 1998年（平成10年）- MMG型、MSG型を市場投入。
- 1999年（平成11年）- 中型電動射出機ME型を市場投入。
- 2000年（平成12年）- ファナックと国内向け全電動小型射出成形機の販売で提携。三菱重工業名古屋機器製作所を産業機器事業部に改組。
- 2001年（平成13年）- 中型電動機（650t、850t）のem型を市場投入。
- 2002年（平成14年）- 大型（1050t、1450t）のem型を市場投入。東洋機械金属と海外向け全電動小型射出成形機の販売で提携。
- 2003年（平成15年）- 中型電動射出機MEII型を市場投入
- 2004年（平成16年）- 地域総合販社の射出成形機部門を三菱重工産業機器販売に統合。超大型（3000t）のem型を市場投入。
- 2005年（平成17年）- 三菱重工業の射出事業を分離し、設計・製造・販売・サービスの一貫体制を構築するため、三菱重工プラスチックテクノロジー株式会社を設立。
- 2006年（平成18年）- 超大型電動射出成形機3000em-470が機械工業デザイン賞特別賞を受賞。
- 2008年（平成20年）- 超大型電動二材回転成形機emRシリーズを市場投入。
- 2010年（平成22年）- 二材回転成形機トライセンターを開設。エンゲル社と二材対向式回転成形機において業務提携。
- 2011年（平成23年）- 震雄集団と大型省エネ油圧成形機において技術提携。
- 2012年（平成24年）- 超大型油圧射出成形機MMXシリーズ、導光板射出成形機emPシリーズを市場投入。
- 2017年（平成29年）- 発行済株式の85%を宇部興産機械（現・UBEマシナリー）が取得し、子会社化[1]。U-MHIプラテック株式会社へ商号変更。中型電動射出成形機HHシリーズを市場投入。
- 2020年（令和2年）8月1日 - 事業編成のため、U&Mプラスチックソリューションズ株式会社とともに宇部興産機械に吸収合併。
  - これに先立ち、宇部興産機械（現・UBEマシナリー）が三菱重工業より当社株式の15%を取得し完全子会社化[4]。また、名古屋市中村区岩塚にあった本社・工場を名古屋市港区大江へと移転。

## 事業所
- 本社（愛知県名古屋市）
- 東日本営業所（東京都港区）
- 東日本サービスセンター（埼玉県熊谷市）
- 中部営業所（愛知県名古屋市）
- 中部サービスセンター（愛知県名古屋市）
- 掛川サービスステーション（静岡県掛川市）
- 西日本営業所（大阪府大阪市）
- 西日本サービスセンター（大阪府大阪市）
- 福岡サービスステーション（福岡県福岡市）